# 121609 Josephnicholas
121609 Josephnicholas è un asteroide della fascia principale. Scoperto nel 1999, presenta un'orbita caratterizzata da un semiasse maggiore pari a 3,1531555 UA e da un'eccentricità di 0,1610118, inclinata di 16,28516° rispetto all'eclittica.